# Ferrovia ad alta velocità in Cina

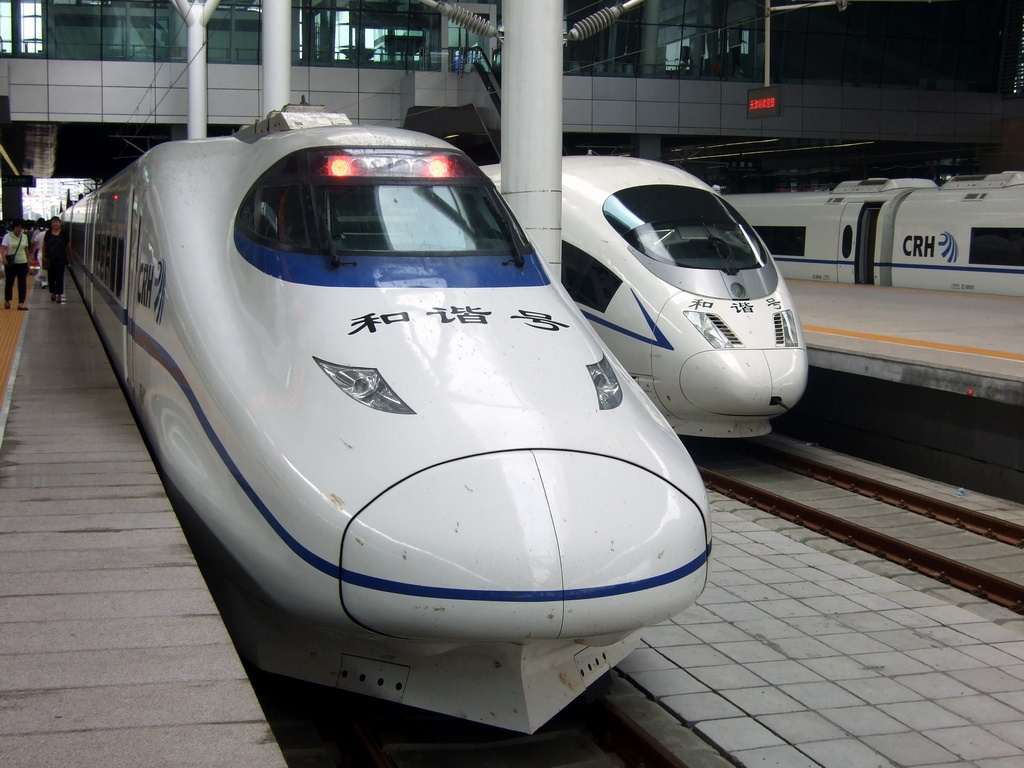
Il treno CRH2C di China Railways a sinistra e il CRH3C a destra a Tianjin

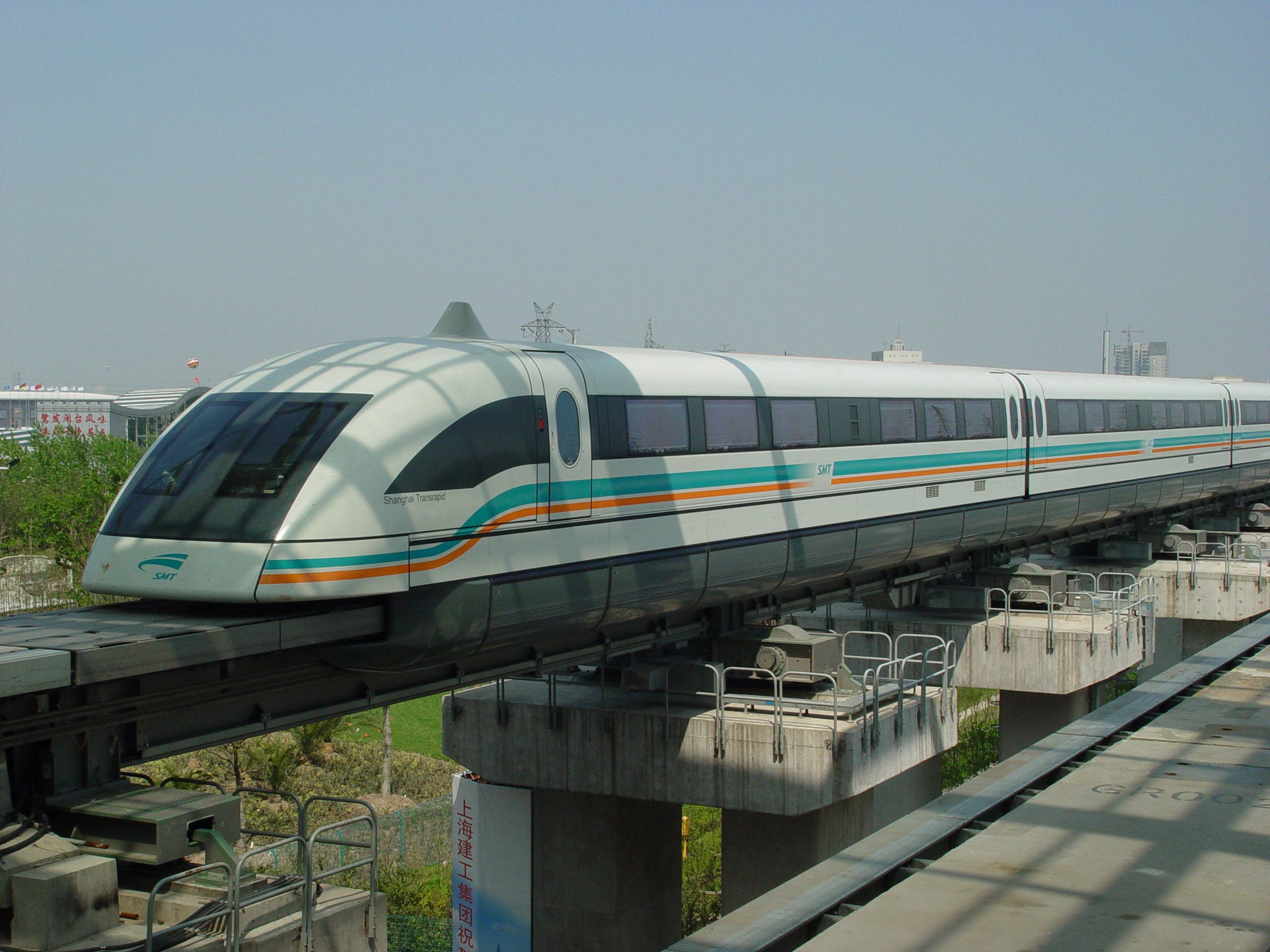
Transrapid di Shanghai (maglev)

La ferrovia ad alta velocità in Cina (Cinese semplificato: 中国高速铁路; Cinese tradizionale: 中國高速鐵路; pinyin: Zhōngguó gāosù tiělù) è qualsiasi servizio ferroviario commerciale in Cina che abbia una velocità media di almeno 200 km/h.
Con questa definizione la Cina avrebbe la rete più grande ad alta velocità del mondo con 36.000 km.
La più grande tratta è stata aperta in Cina il 25 dicembre 2012 con 2298 chilometri complessivi che porta da Canton a Pechino.
L'alta velocità in Cina è nata il 18 aprile 2007 e oggi comprende una rete che ha aggiornato le vecchie linee, che ne ha costruite di nuove e la prima linea a levitazione magnetica commerciale ad alta velocità al mondo: la maglev.
A inizio 2021, la Cina ha presentato un nuovo prototipo di treno a levitazione magnetica, in grado di raggiungere i 620 km/h.
I treni ad alta velocità in Cina, all'inizio sono stati importati dall'estero o costruiti secondo accordi di trasferimento della tecnologia con produttori stranieri tra cui Siemens, Bombardier e Kawasaki Heavy Industries.
Gli ingegneri cinesi riprogettarono le componenti interne dei treni e ne costruirono dei loro che oggi possono raggiungere velocità operative fino a 380 km/h.
I tipi dei treni ad alta velocità:
HeXie CRH 和谐号（traduzione : pacifico），che sono state divise in ：
CRH1A-200 velocità 220km/h
CRH1A-250 velocità 250km/h ecc…
FuXing CR 复兴号 (traduzione : rivoluzione),che sono state divise in:
CR200J:200km/h
CR400AF:350km/h
CR400AF-Z
CR400BF-Z
https://upload.wikimedia.org/wikipedia/commons/9/9a/CR400AF-2126%40WHN_%2820190816132239%29.jpg